# Mattis Adolfsson
Mattis Adolfsson, född 11 december 2001, är en svensk fotbollsspelare som spelar för Östers IF.

## Karriär
Adolfssons moderklubb är Lessebo GoIF, vilka han som 14-åring lämnade för Östers IF. I juli 2020 flyttades Adolfsson upp i A-laget. Adolfsson gjorde sin Superettan-debut den 25 juli 2020 i en 1–1-match mot GIF Sundsvall, där han blev inbytt i den 84:e minuten mot Ammar Ahmed. I februari 2022 förlängde Adolfsson sitt kontrakt fram över säsongen 2024.
I mars 2023 lånades Adolfsson ut till AFC Eskilstuna på ett säsongslån. I mars 2024 förlängde han sitt kontrakt i Öster fram över säsongen 2027. I april 2025 förlängde Adolfsson sitt kontrakt fram över säsongen 2028.